# Cypselea rubriflora
Cypselea rubriflora là một loài thực vật có hoa trong họ Phiên hạnh. Loài này được Urb. mô tả khoa học đầu tiên năm 1929.